# Porta di sortita

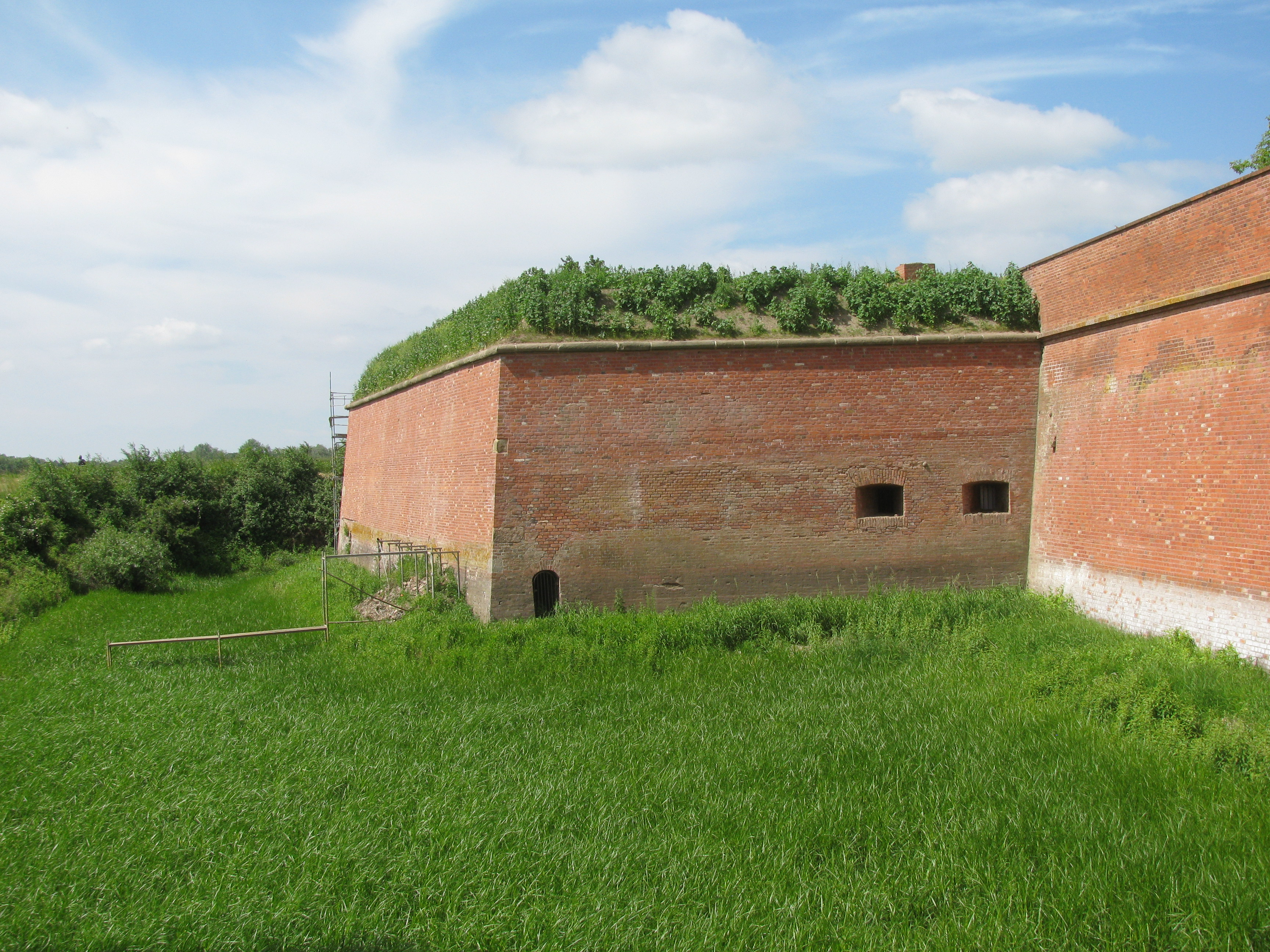
Una porta di sortita sul fianco di un bastione presso la fortezza di Dömitz nel Meclemburgo-Pomerania Anteriore, in Germania

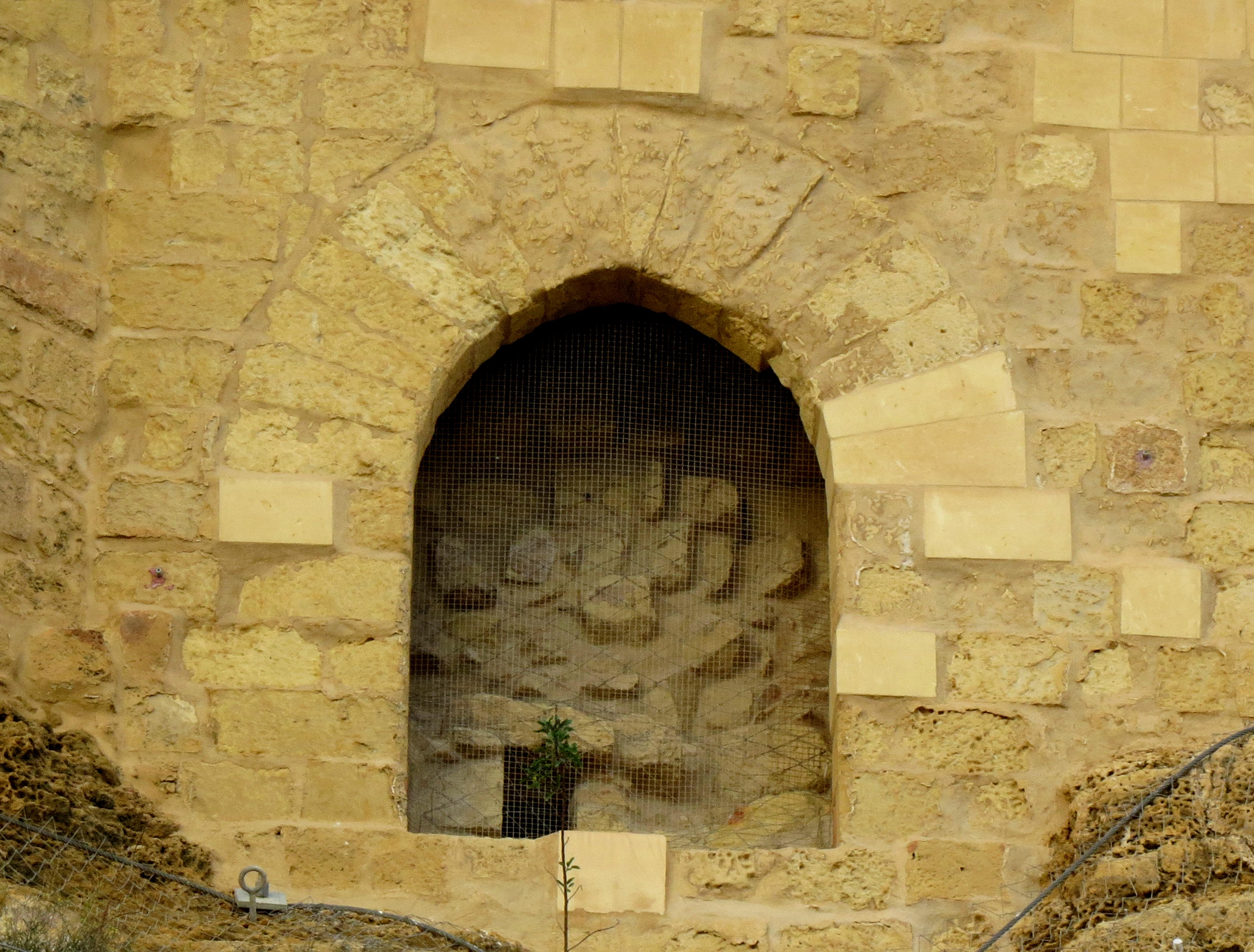
Un porta di sortita medievale bloccata presso la Cittadella a Gozo, Malta

Una porta di sortita è un percorso fortificato ad un luogo chiuso, ad esempio una fortificazione o una prigione. L'ingresso è solitamente protetto da una muratura esterna, parallela alla porta, che deve essere aggirata per entrare e può fungere da protezione in caso di sparatoria. La porta di sortita può includere due serie di ingressi che possono essere sbarrati in modo indipendente per ritardare ulteriormente un eventuale assalto nemico.
Dal 1600 al 1900 circa, l'espressione faceva riferimento a una sorta di molo dove le barche prelevavano o scaricavano gli equipaggi delle navi ancorate al largo. L'equivalente inglese sally port è ancora occasionalmente impiegato, specialmente lungo le coste della Gran Bretagna.

## Etimologia e uso storico

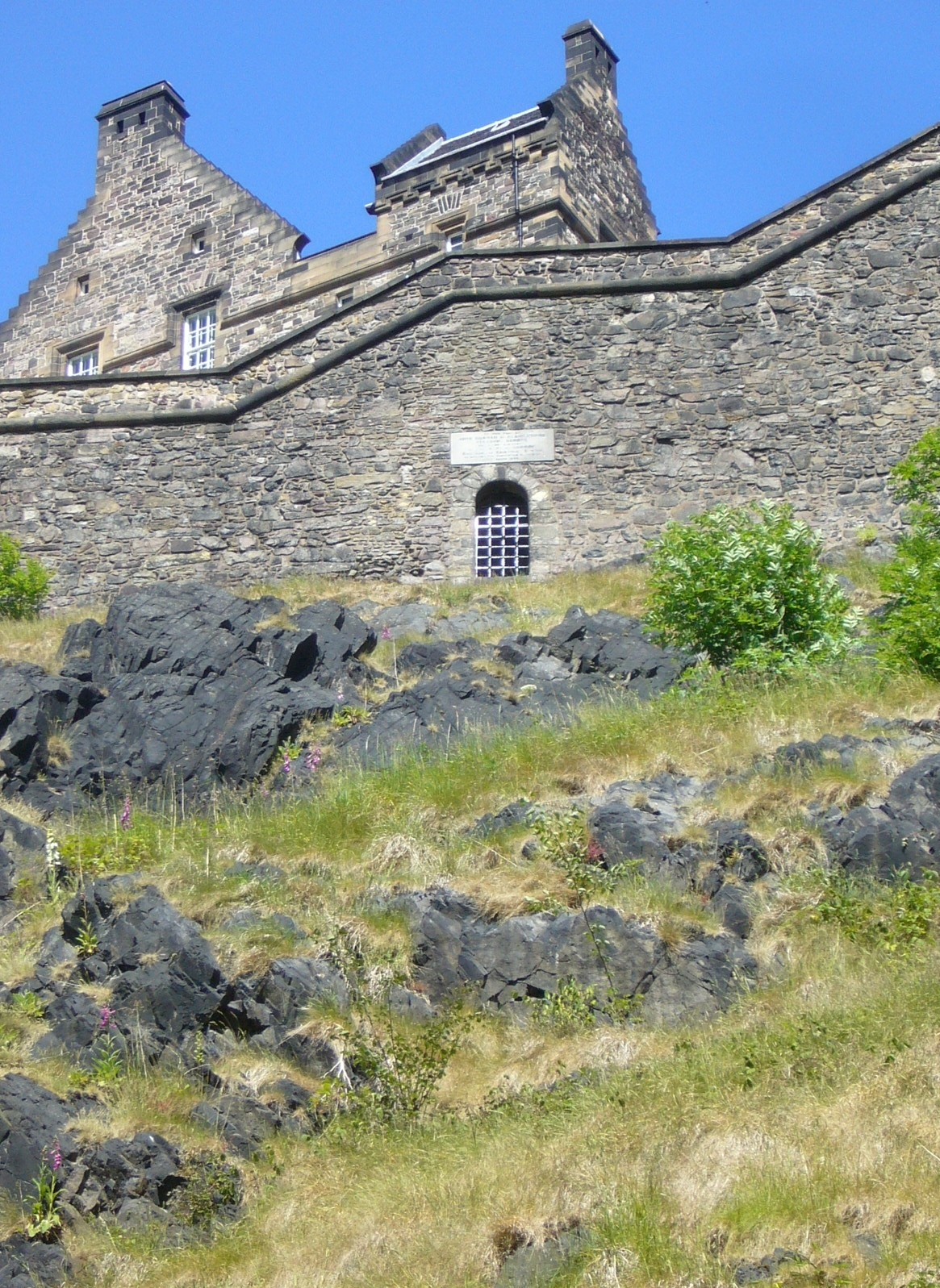
LOld West Sally Port al Castello di Edimburgo in Scozia

La parola porta deriva dal latino ed è spesso sostituita dal termine postierla. Può anche significare un tunnel o un passaggio (cioè un'uscita segreta per gli eventuali assediati).
Una sortita è invece una manovra militare, tipicamente impiegata durante un assedio, effettuata da una forza in difesa per disturbare l'attività di attaccanti isolati o vulnerabili prima di ritirarsi nelle loro difese. Le sortite sono un modo comune con cui le forze assediate riducono la forza e la preparazione di un esercito assediante; una porta di sortita è quindi essenzialmente una porta in un castello o in una cinta muraria che consente alle truppe di effettuare sortite senza compromettere la forza difensiva delle fortificazioni.
Gli obiettivi di queste incursioni includevano attrezzi, che i difensori potevano catturare e utilizzare, opere ed equipaggiamenti nemici ad alta concentrazione di manodopera, come trincee, mine, macchine d'assedio e torri d'assedio . A volte i difensori attaccavano anche i lavoratori nemici e rubavano o distruggevano le scorte di cibo degli assedianti.

Un estratto da un dizionario di termini militari del XIX secolo descrive così una porta di sortita:
quei passaggi sotterranei, che conducono dalle opere interne a quelle esterne; come dal fianco superiore a quello inferiore, alle tenailles, o alla comunicazione dal mezzo della cortina al rivellino . Quando sono costruite per il passaggio di soli uomini, sono realizzate con gradini all'ingresso e all'uscita. Sono larghi circa sei piedi e8 1/2 di altezza [ 1,8 m × 2,6 m ]. Vi è anche una grondaia o sponda fatta sotto le portelle che sono in mezzo alle cortine, affinché l'acqua che scorre per le strade possa arrivare al fosso; ma questo può essere effettuato solo quando si tratta di fossi umidi. Quando le porte di sortita servono per trasportare armi attraverso di esse per i lavori di scavo, invece di essere realizzate con gradini, devono avere una pendenza graduale ed essere larghe ameno otto piedi.

## Utilizzo penitenziario

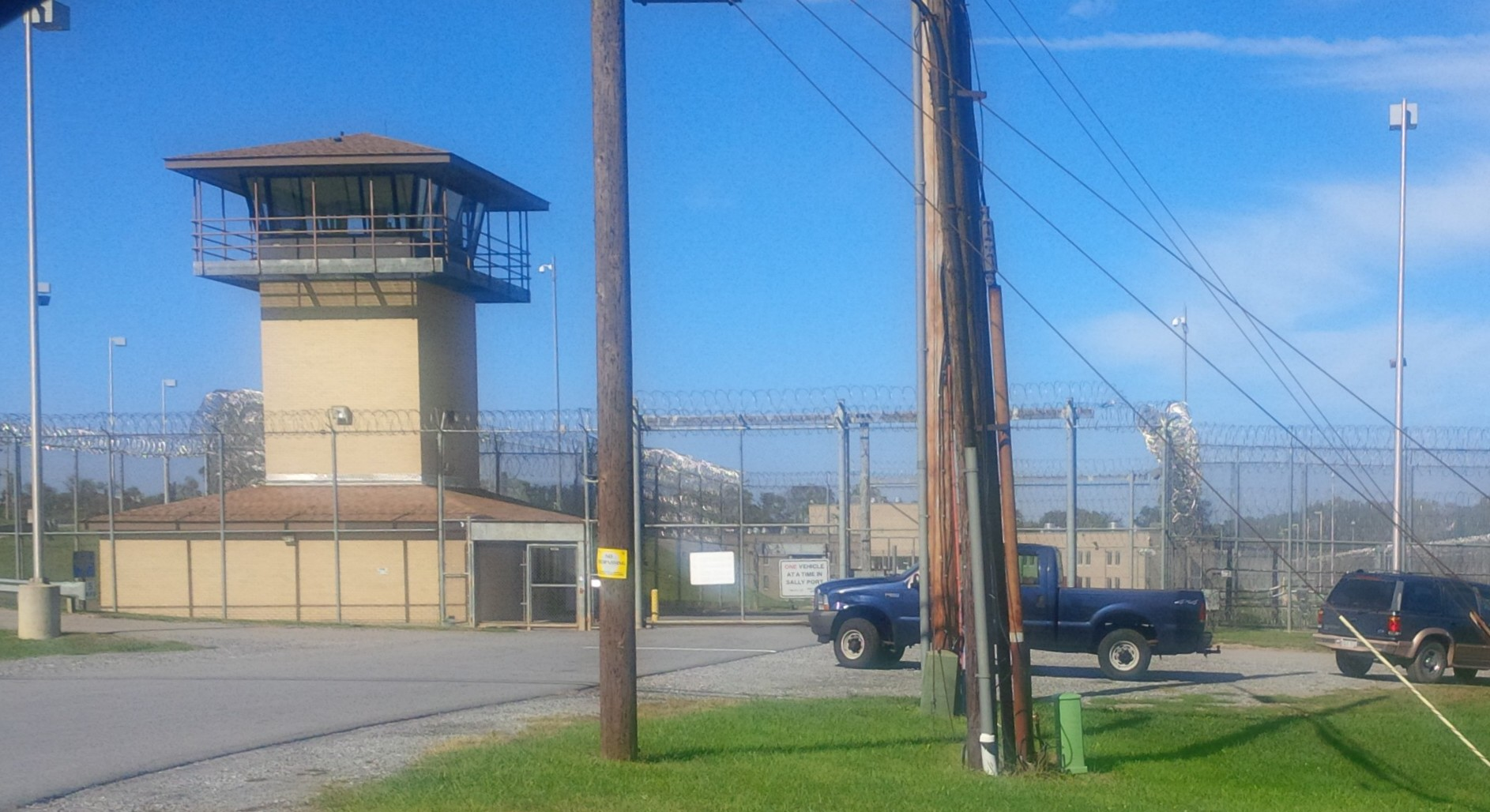
Porta di sortita per veicoli

Le forze dell'ordine negli Stati Uniti utilizzano le porte di sortita come luoghi di ingresso sicuri per prigioni, carceri e tribunali. È all'interno di una porta di sortita che le armi vengono sequestrate e messe in un logo sicuro in modo che non siano introdotte nella struttura. Le persone appena arrestate vengono solitamente portate dentro attraverso la porta di sortita della prigione e le porte esterne vengono chiuse. Una volta all'interno della porta, gli arrestati vengono controllati per  armi e quelle degli ufficiali vengono riposte. Una volta che tutte le armi sono state messe in sicurezza, la porta interna viene aperta in modo che il prigioniero e l'ufficiale che lo ha arrestato possano entrare nella prigione. Le porte di sortita vengono utilizzate per trasferire i prigionieri perché in questo modo questi rimangono in un luogo sicuro durante il trasferimento da un edificio a un veicolo. Una porta di sortita può essere un edificio come un garage chiuso o un'area di parcheggio all'aperto recintata o murato.